# 6. ročník udílení Critics' Choice Movie Awards
6. ročník udílení Critics' Choice Movie Awards se konal v roce 2001.

## Žebříček nejlepších filmů
(abecedně seřazeno)
1. Billy Elliot
2. Erin Brockovich
3. Gladiátor
4. Na pokraji slávy
5. Quills – Perem markýze de Sade
6. Skvělí chlapi
7. Traffic – nadvláda gangů
8. Třináct dní
9. Trosečník
10. Tygr a drak

## Vítězové
- Nejlepší film: Gladiátor
- Nejlepší režisér: Steven Soderbergh – Erin Brockovich a Traffic – nadvláda gangů
- Nejlepší herec: Russell Crowe – Gladiátor
- Nejlepší herečka: Julia Robertsová – Erin Brockovich
- Nejlepší herec ve vedlejší roli: Joaquin Phoenix – Gladiátor a Quills – Perem markýze de Sade
- Nejlepší herečka ve vedlejší roli: Frances McDormandová – Na pokraji slávy a Skvělí chlapi
- Nejlepší mladý herec/herečka: Jamie Bell – Billy Elliot
- Nejlepší rodinný film: Můj pes Skip
- Nejlepší animovaný film: Slepičí úlet
- Nejlepší cizojazyčný film: Tygr a drak (Čína/Hong Kong)
- Nejlepší dokument:  The Life and Times of Hank Greenberg
- Nejlepší adaptovaný scénář: Stephen Gaghan – Traffic – nadvláda gangů
- Nejlepší původní scénář: Cameron Crowe – Na pokraji slávy
- Nejlepší kamera: John Mathieseon – Gladiátor
- Nejlepší produkční design: Arthur Max – Gladiátor
- Nejlepší skladatel: Hans Zimmer – Gladiátor a Eldorádo
- Nejlepší skladba: „My Funny Friend and Me“ – Sting – Není král jako král
- Objev roku: Kate Hudson – Na pokraji slávy
- Nejlepší neživý předmět: Wilson – Trosečník